# Konståret 1964

## Händelser

### Okänt datum
- Christo träffar sin fru i Paris och tillsammans flyttar de till New York.
- Galleri Karlsson inleder sin verksamhet i Stockholm.

## Priser och utmärkelser
- Prins Eugen-medaljen tilldelas Inge Schiöler, målare, Erik Ahlsén, arkitekt, Sven Arne Gillgren, konsthantverkare, Kaj Frank, finländsk keramiker, och Reidar Aulie, norsk konstnär.

## Verk
- Barbara Hepworth - Single Form (FN:s högkvarter)[1]

## Utställningar
- Post Painterly Abstraction på bland annat Los Angeles County Museum of Art, kuraterad av Clement Greenberg. Ger upphov till begreppet post-painterly abstraction / post-målerisk abstraktion.
- 10 april till 18 maj - "Form Fantasi" på Liljevalchs konsthall i Stockholm var Svenska Slöjdföreningens första stora utställning med konsthantverk.
- 27 juni till 5 oktober - documenta III, tredje documenta-utställningen i Kassel
- december - "2 med objekt"; Dick Bengtsson tillsammans med Lars Åhman på Galleri Karlsson i Stockholm. Detta var Dick Bengtssons första utställning.
- "Amerikansk pop-konst - 106 former av kärlek och förtvivlan" med Jim Dine, Roy Lichtenstein, Claes Oldenburg, James Rosenquist, George Segal, Andy Warhol och Tom Wesselman visas på Moderna Museet i Stockholm.
- "5 New York-kvällar", programverksamhet på Moderna Museet där bland andra Robert Rauschenberg, John Cage, David Tudor, Yvonne Rainer, Öyvind Fahlström och Merce Cunningham deltog.

## Födda
- 27 januari - Per Dybvig, norsk tecknare och illustratör.
- 20 mars - Mårten Medbo, svensk konstnär och konsthantverkare.
- 8 april - Bo Markenholm, svensk bildkonstnär.
- 24 maj - Stina Wollter, svensk konstnär.
- 4 juli - Edi Rama, albansk konstnär och politiker.
- 26 augusti - Ola Pehrson (död 2006), svensk konstnär.
- 30 augusti - Bo Melin, svensk konstnär.
- okänt datum - Karl Holmqvist, svensk konstnär.
- okänt datum - Peter Johansson, svensk konstnär
- okänt datum - Mark Leckey, brittisk konstnär.
- okänt datum - Annika Lundgren, svensk konstnär
- okänt datum - Sol Morén, svensk konstnär verksam inom måleri, foto, film och ljudkonst.
- okänt datum - Hanna Stahle, svensk konstnär.
- okänt datum - Per B. Sundberg, svensk keramik- och glaskonstnär.
- okänt datum - Chris Virgin, svensk konstnär, fotograf och musiker.
- okänt datum - Nikolaus Frank, svensk industridesigner.
- okänt datum - Mark Leckey, brittisk videokonstnär.
- okänt datum - Rui Assubuji, moçambikisk video- och fotokonstnär.
- okänt datum - Helena Willis, svensk illustratör.
- okänt datum - Marit Törnqvist, svensk illustratör och författare.
- okänt datum - Jeanette Milde, svensk illustratör och barnboksförfattare.
- okänt datum - Britt Larsson, svensk illustratör.
- okänt datum - Lotta Glave, svensk illustratör och formgivare.
- okänt datum - Erika Eklund, svensk tecknare och illustratör.
- okänt datum - Martina Bigert, svensk jurist men verksam som serietecknare, författare, illustratör och regissör.

## Avlidna
- 28 september - Herman Österlund (född 1873), svensk målare.
- okänt datum - Bror Chronander (född 1880), svensk skulptör och porträttecknare.
- okänt datum - Axel Waleij (född 1897), svensk skulptör.
- okänt datum - Signe Hallström (född 1874), svensk miniatyrmålare

### Fotnoter
1. ↑  ”Commissions - Single Form”. Barbara Hepworth. Hepworth Estate. Arkiverad från originalet den 17 januari 2014. https://web.archive.org/web/20140117035032/http://barbarahepworth.org.uk/commissions/list/single-form.html. Läst 11 mars 2011.